# Norra Hälsinglands revir
Norra Hälsinglands revir var ett skogsförvaltningsområde som omfattade samtliga socknar i Bergsjö och Forsa, Delsbo, Enångers, Arbrå och Järvsö tingslag, Ljusdals och Ramsjö socknar samt av Färila socken den norr och öster om Ljusnan och Ängerån (Ängraån) belägna delen, allt i Gävleborgs län. Det var uppdelat i fyra bevakningstrakter (Ramsjö, Ljusdals, Arnö och Dellarnas). Inom reviret fanns 39 allmänna, till ordnad skogshushållning indelade skogar om 35 633 hektar, varav 12 kronoparker om 26 271 hektar.